# علي صدر الدين البيانوني
علي صدر الدين البيانوني المراقب العام السابق للإخوان المسلمين في سوريا ، والمعارض السياسي الإسلامي المقيم بالمنفى في لندن ولد بمدينة حلب عام 1938.

## الدراسة
حصل البيانوني على الإجازة في الحقوق من جامعة دمشق عام 1963.

## الوظائف
- مدرس اللغة العربية في المدارس الخاصة في حلب عام 1957.
- التحق بخدمة العلَم برتبة طالب ضابط احتياط في الجيش العربي السوري في مطلع عام 1959.
- ضابط احتياط 1960.
- موظف في مؤسسة الكهرباء والنقل بحلب عام 1962.
- محام في مدينة حلب منذ عام 1978.

## العمل السياسي
انتسب البيانوني إلى جماعة الإخوان المسلمين السورية العام 1952 ، وتدرج في مواقع قيادية فيها ، حيث كان عضواً في مجلس الشورى والمكتب التنفيذي منذ عام 1972 . وعُين نائباً للمراقب العام عام 1977 ، وشغل هذا الموقع لسنوات.
انتخب مراقبا عاما للجماعة في شهر يوليو 1996 . وقد أعيد انتخابه عام 2002 لفترة ثانية مدتها 4 سنوات.

## الاعتقال ومغادرة سوريا
اعتُقل البيانوني مدة عامين في سوريا بسبب انتمائه لجماعة الإخوان المسلمين، من 1975 حتى 1977. وقد غادر سوريا عام 1979، ويقيم حاليا في لندن.

## المعارضة في الخارج
تسعى جماعة الإخوان المسلمين إلى طرح وجهة نظرها السياسية. فقد أعلنت في مايو 2001 – أي بعد 10 شهور من تولي الرئيس بشار الأسد السلطة – عن مشروع ميثاق شرف وطني للعمل السياسي في سوريا.
ثم عرضته خلال مؤتمر المعارضة السورية من 23 إلى 25 أغسطس 2002 بلندن. وقد لقي بيان الإخوان ترحيبا في أوساط المعارضة السورية، ولم ترحب الحكومة السورية بفكرة البيان.

## لقائاته علي قناة الجزيرة
- برنامج بلا حدود:
  1. الإخوان المسلمون والإصلاح السياسي بسوريا، 17 أغسطس 2005
  2. موقف المعارضة من الضغوط الأميركية على سوريا، 20 أغسطس 2003م
  3. المستقبل السياسي للإخوان المسلمين في سوريا، 7 يونيو 1999م
- برنامج زيارة خاصة:
  1. علي البيانوني.. الإخوان المسلمون في سوريا ج1، 26 نوفمبر 2005م
  2. علي البيانوني.. مفاوضات الإخوان والسلطة ج2، 3 ديسمبر 2005م